# Idionycteris phyllotis
Idionycteris phyllotis är en fladdermusart som först beskrevs av Glover Morrill Allen 1916.  Idionycteris phyllotis är ensam i släktet Idionycteris som ingår i familjen läderlappar. IUCN kategoriserar arten globalt som livskraftig. Inga underarter finns listade i Catalogue of Life.

## Utseende
Arten blir 50 till 60 mm lång (huvud och bål), har en 44 till 55 mm lång svans och väger 8 till 16 g. Underarmarna är 42 till 49 mm långa. På ryggen och sidorna har pälsen en svartaktig grundfärg och gulgråa hårspetsar. Påfallande är de stora öronen som är böjda bakåt. De är 34 till 43 mm långa. Med dessa kännetecken påminner Idionycteris phyllotis om arten Euderma maculatum. De skiljer sig i avvikande detaljer av skallens och tändernas konstruktion. Öronen är sammanlänkade med hudveck som täcker överdelen av ansiktet och når ibland fram till nosen. Artens tandformel är I 2/3, C 1/1, P 2/3, M 3/3. I hälsporren (calcar) förekommer en fåra.

## Utbredning och ekologi
Denna fladdermus lever i sydvästra Nordamerika och norra Centralamerika. Utbredningsområdet sträcker sig från Arizona och New Mexico (USA) till södra Mexiko. Arten vistas i låglandet och i bergstrakter upp till 3220 meter över havet. Idionycteris phyllotis förekommer i olika habitat med träd och besöker dessutom buskskogar och gräsmarker.
Individerna vilar i bergssprickor, i gruvor, under trädens lösa barkskivor och i liknande gömställen. De jagar på natten med hjälp av ekolokalisering efter byten som nattfjärilar, skalbaggar, flygande myror och kackerlackor. Honor bildar före ungarnas födelse kolonier med 30 till 150 medlemmar som är skilda från hanarna. Per kull föds en unge. Födelsen sker i USA i juni eller juli.